# Rätans församling
Rätans församling var en församling i Härnösands stift och i Bergs kommun i Jämtlands län. Församlingen uppgick 2010 i Rätan-Klövsjö församling.
Församlingskyrka var Rätans kyrka.

## Administrativ historik
Församlingen bildades omkring 1530 genom utbrytning ur Bergs församling. 
Församlingen var till omkring 1650 annexförsamling i pastoratet Oviken, Myssjö, Berg, Rätan och Klövsjö som från 29 juli 1532 även omfattade Hackås församling. Från 1650 till 1 maj 1920 annexförsamling i pastoratet Berg, Rätan och Klövsjö som 1764 utökades med Åsarne församling. Från 1 maj 1920 till 2008 moderförsamling i pastoratet Rätan och Klövsjö. Församlingen ingick 2008 i Södra Jämtlands pastorat och uppgick 2010 i Rätan-Klövsjö församling.